# Saint-Victurnien
Saint-Victurnien település Franciaországban, Haute-Vienne megyében. Lakosainak száma 1767 fő (2022. január 1.). Saint-Victurnien Cognac-la-Forêt, Oradour-sur-Glane, Saint-Brice-sur-Vienne, Sainte-Marie-de-Vaux, Verneuil-sur-Vienne és Veyrac községekkel határos.

## Népesség
A település népessége az elmúlt években az alábbi módon változott:
| Lakosok száma | 1712 | 1739 | 1848 | 1755 | 1761 | 1774 | 1764 | 1766 | 1767 |
|               | 2013 | 2015 | 2016 | 2017 | 2018 | 2019 | 2020 | 2021 | 2022 |